# スチールハウス
スチールハウスとは、木造のツーバイフォー住宅と同じ枠組壁工法による住宅のことで、枠材に木材ではなく、スチールを使用するものである。つまり、板厚1.2mm程度の形鋼を壁・床にはパネル状に組立て、屋根には型鋼をトラス形状の構造体としたもの。使用材板厚が薄いことからビスによる接合が主流となっている。外断熱工法が標準となっているため、断熱性能が高く、高断熱・高気密・高強度が特徴。償却年数も通常の鉄骨造と比べ、19年と非常に短くなっている。1995年の阪神・淡路大震災の際に、アメリカ合衆国からの災害支援の仮設住宅として建てられたのが、スチールハウスで、そこから日本の建築メーカーでも開発が進められるようになったものである。